# لحام قوسي معدني محجب

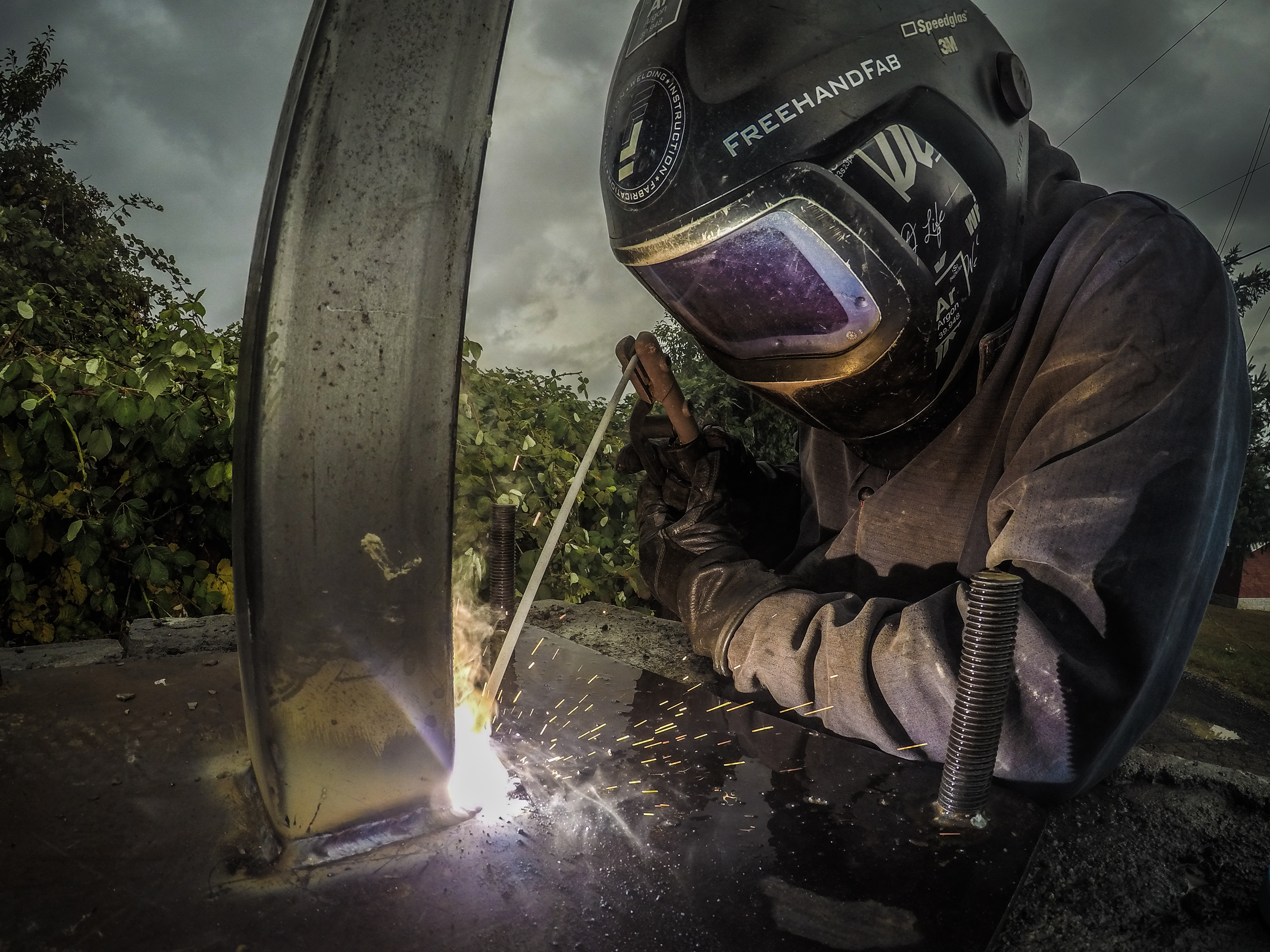
اللحام بالقوس المعدني المحجب

اللحام القوسي المعدني المحجب (أو اللحام بالقوس المعدني المحمي SMAW) هو نوع من أنواع اللحام القوسي اليدوي الذي يستخدم فيه قطب كهربائي يُستهلك أثناء العملية بالإضافة إلى وجود صهيرة تغطي سطح المعدن؛ لذلك يسمى أيضاً اللحام القوسي المحجب بالصهيرة.
يمرر في العملية تيار كهربائي إما متناوب أو مستمر من مصدر للجهد بحيث يتشكل قوس كهربائي بين القطب وبين سطح الفلز (أو المعدن أو السبيكة) حيث يراد إجراء وصلة اللحام. بارتفاع درجة الحرارة ينصهر كل من القطب والسطح المعرض للقوس بحيث تتشكل «بركة لحام» منصهرة تعمل على تبريد الوصلة، ويكون هناك أيضاً طبقة من الصهيرة التي تعمل على تشكيل طبقة حاجبة من الخبث تمنع الأكسدة من أكسجين الهواء.
تستخدم هذه التقنية الصناعية بشكل أساسي في لحام الحديد والفولاذ، بالإضافة إلى بعض السطوح المعدنية الأخرى من الألومنيوم والنيكل وسبائك النحاس.

## اقرأ أيضاً
- لحام قوسي
- لحام النبض المغناطيسي